# 한남대학교
한남대학교(韓南大學校, 영어: Hannam University)는 대한민국 대전광역시 대덕구와 유성구에 소재한 대한민국의 사립 종합대학이다.

## 한남대학교 설립 역사

### 대전대학(1956 ~ 1970)
한남대학교는 1956년 4월, 재단법인 미국 남장로교 한국선교회 유지재단(이사장 인돈 William A. Linton)에 의해 4년제 대전기독 학관으로 설립되었다. 1959년 4월, 정규 대학으로 승격, 대전대학 인가를 받고 초대 학장에 인돈 박사가 취임하였다(성문, 영문, 화 학, 수물학과 정원 480명).

### 숭전대학교(1971 ~ 1982)
1970년 9월, 소수 정예의 질적 교육에 치중하던 본교는 설립목적 과 이념이 동일한 서울 소재 숭실대학과 통합, 교명을 숭전대학교 (숭실의 ‘崇’ 자와 대전의 ‘田’ 자를 택함)로 하고 한국 최초의 양 캠퍼스 체제로 운영되었다.

### 한남대학교(1982 ~ 현재)
한남대학교는 지역사회와 구성원들의 요구에 의해 ‘학교법인 대전기독학원’을 설립하고 1982년 12월, 교명을 한남대학으로 개칭하였다. 본교는 5개 대학원, 9개 단과대학, 1개 독립학부, 54개 학과(전공)를 갖추고, 부속기관 5개, 부설연구원 2개, 정책연구소 11개, 세계 48개국에 270개 자매 대학과 교류하고 있다. 교지는 총 13만여 평, 교사는 총 3만 8천여 평이며, 부대시설로서 1,600명을 수용하는 성지관(대강당)과 첨단강의동을 갖춘 56주년기념관, 전국 대학 최초 FIFA 2스타 공인 잔디구장인 종합운동장 등이 있다. 또한, 2005년 대덕연구단지의 중심에 2만 8천여 평의 대덕밸리 캠퍼스를 조성하였다. 2024년 캠퍼스 내 도시첨단산업단지를 조성하였고, 정보통신, 문화 콘텐츠, 바이오 기술 등을 중심으로 250개 기업을 입주시키고 1천500여개 일자리를 창출해 산학연 협력 거점 대학의 기능을 수행할 예정이다.

## 교육편제

### 학부
한남대학교의 학부 과정으로는 문과대학, 사범대학, 공과대학, 스마트융합대학, 경상대학, 사회과학대학, 생명·나노과학대학, 린튼글로벌스쿨, 아트&디자인 테크놀로지 대학, 탈메이지 교양·융합대학 등 9개 단과대학 1개 독립학부, 54개 학과(전공)으로 구성되어 있다.

### 대학원
한남대학교의 대학원은 5개 대학원이 설치되어 있으며, 일반대학원과 4개의 특수대학원으로 나뉜다. 일반대학원의 경우 석사학위 44과정, 박사학위 42과정을 제공하고 있다.
특수대학원으로 교육대학원, 미래인재대학원, 문화예술대학원, 학제신학대학원, 국방전략대학원이 설치되어 있다.

## 세계로 향하는 한남대학교

### 글로벌 멤버십
- 미국장로교대학연맹(APCU) 정회원 66개교

- 아시아기독교대학협회(ACUCA) 협력대학 63개교

### 외국인 학생 대상 프로그램
외국인 학생 대상 프로그램으로는 본교 한국어교육원이 제공하는 한국어 연수과정과 하계 방학 중 외국어로 진행하는 한국문화 연수프로그램(KSSP), 국제학생 도우미 제도 등이 있다. 외국인 유학생을 위한 체계적인 관리와 생활 지원 등 각종 편의를 제공 하고 있다.

### 해외 단기 어학연수 프로그램
본교는 국제화 시대에 필수적인 어학능력과 폭넓은 안목을 지닌 한남인 양성을 위해 하계 및 동계 방학기간 중 본교에서 주관하는 해외단기 어학연수 프로그램을 실시하고 있다. 해외단기어학연수 프로그램을 통해 재학생들에게 미국, 캐나다, 프랑스, 독일, 일본, 중국, 필리핀, 말레이시아 등 해외에서 3~8주 간 외국어를 학습하고 문화를 체험하는 기회를 제공한다.

### 복수학위
‘복수학위’는 본교와 캐나다Providence 대학에서 각각 학사 학위를 취득하는 제도로서 국내와 세계에서 인정받는 글로벌 리더를 양성하고자하는 제도이다. 본교에서 3년, Providence대학에서 1년을 이수한 학생은 한남대학교에서는 전공과목의 학위를, Providence대학에서는 Bachelor of Arts in General Studies 학위를 받게 되는 프로그램이다.

### 교류학생제도
한남대학교는 글로벌 시대에 발맞춰 세계 48개국 270개 대학과의 자매결연을 통해 국제전문가를 양성하는 다양한 글로벌 교육 프로그램을 제공하는데 심혈을 기울이고 있다. 한남대학교는 미국, 호주, 캐나다, 필리핀, 일본, 중국 등 해외 자매대학에 연간 300여 명의 교류학생을 파견하여 학생들의 외국어 능력 및 국제화 감각배양에 일조하고 있다. 교류학생제도란 본교 등록금만 납부하고 해외 자매대학에서 6개월에서 1년간 수학하여 학점을 인정받는 프로그램이며, 휴학으로 인한 학기손실 없이 저렴한 비용으로 유학이 가능한 제도이다.

### 해외 자매대학 및 기관
한남대학교는 1978년 10월 일본 시코쿠(四國)학원대학을 시작으로 현재 세계 45개국 278개 대학과의 자매결연을 통해 학술정보 및 자료를 제공하며, 활발한 국제교류를 도모하고 있다.
특히, 해마다 300여 명씩 교류학생을 선발, 자매 대학에 연수시키고 교직원 해외연수도 정기적 으로 실시하고 있다.

## 성과로 빛나는 한남대학교

### 3주기 대학기관 평가인증 획득

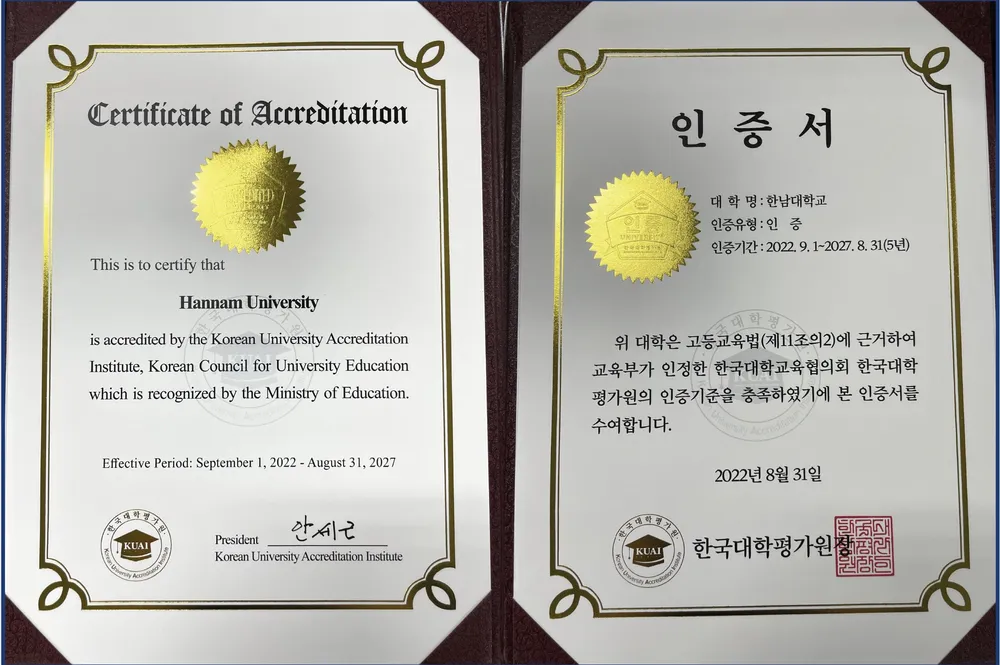

한남대학교는 한국대학교육협의회 부설 한국대학평가원이 주관하는 3주기 대학기관평가인증 본평가 및 모니터링 평가에서 30개 준거를 모두 충족하여 인증을 획득하였다. 대학기관평가인증제는 대학이 교육기관으로서 기본요건을 충족하고 있는지를 판정하고 그 결과를 공표함으로써 사회적 신뢰를 부여하는 제도이다.

### 캠퍼스혁신파크 '희망찬 출발'

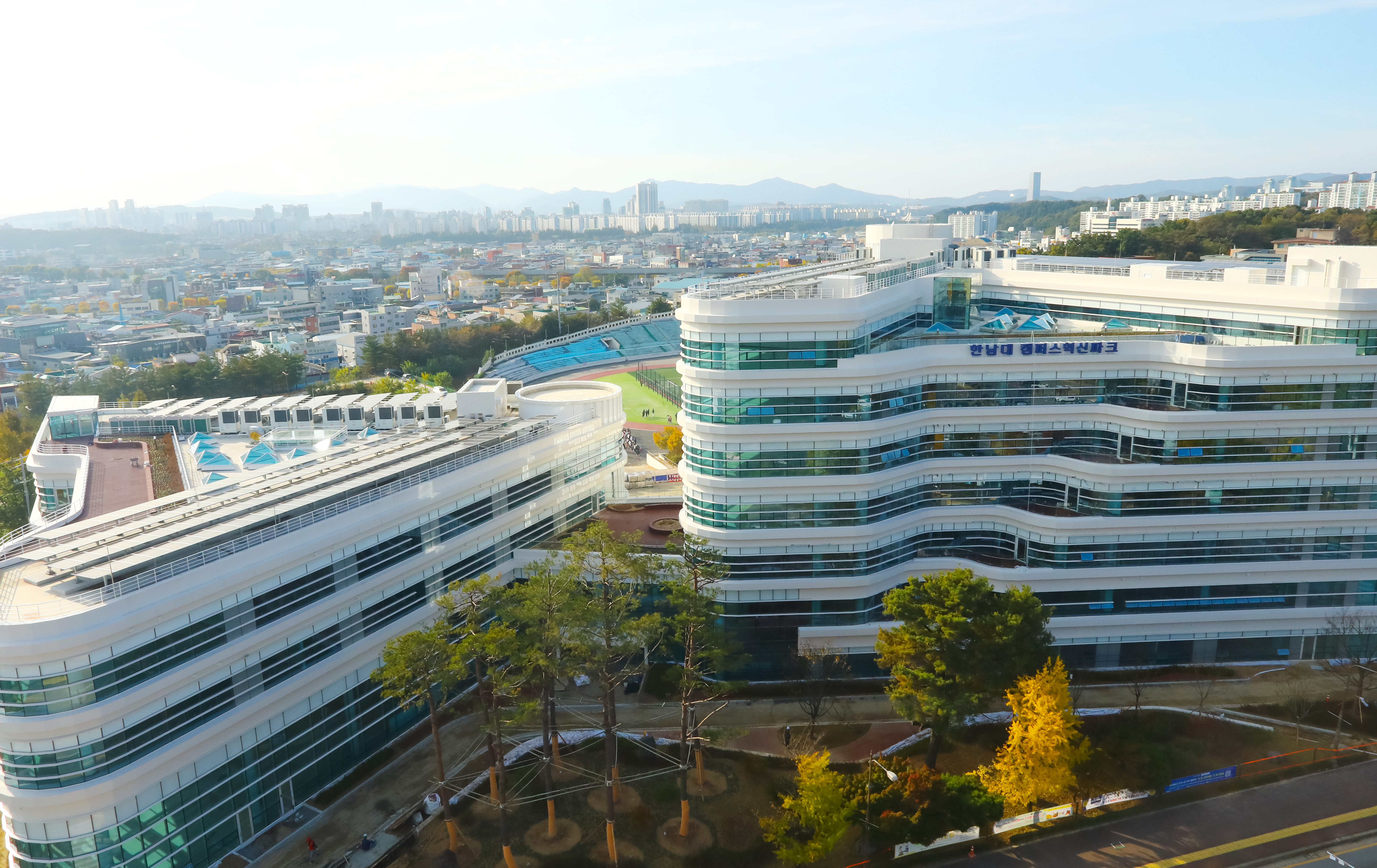

한남대학교는 교육부, 국토교통부, 중소벤처기업부가 공동으로 추진한 대학 캠퍼스에 도시첨단산업단지를 조성하는 캠퍼스혁신파크 선도사업에 선정되었다. 한남대학교는 캠퍼스 내(정문 옆 나대지) 20,123.6㎡의 부지에 전국 최초로 도시첨단산업단지를 조성하고, 연구개발 및 산업 활동을 위한 산학연혁신허브를 건립했다. 캠퍼스혁신파크는 긴밀한 산학협력을 바탕으로 기업이 원하는 인재를 양성하여 기업에 공급하고, 벤처기업을 육성하는 등 대학과 산업이 함께 성장하며 지역과 산업발전의 선순환 모델로 주목받고 있다. 한남대학교 캠퍼스혁신파크는 대덕연구개발특구, 대전산업단지, 도심융합특구(대전역세권지구, 선화지구), 혁신도시(대전역세권지구, 연축지구)와 연계체제를 구축하여 지역 산업구조의 첨단화를 견인하며 ICBT기반의 창업과 혁신·성장 산업 클러스터를 구축하게 된다.

### 차세대 바이오헬스 인재양성사업 선정

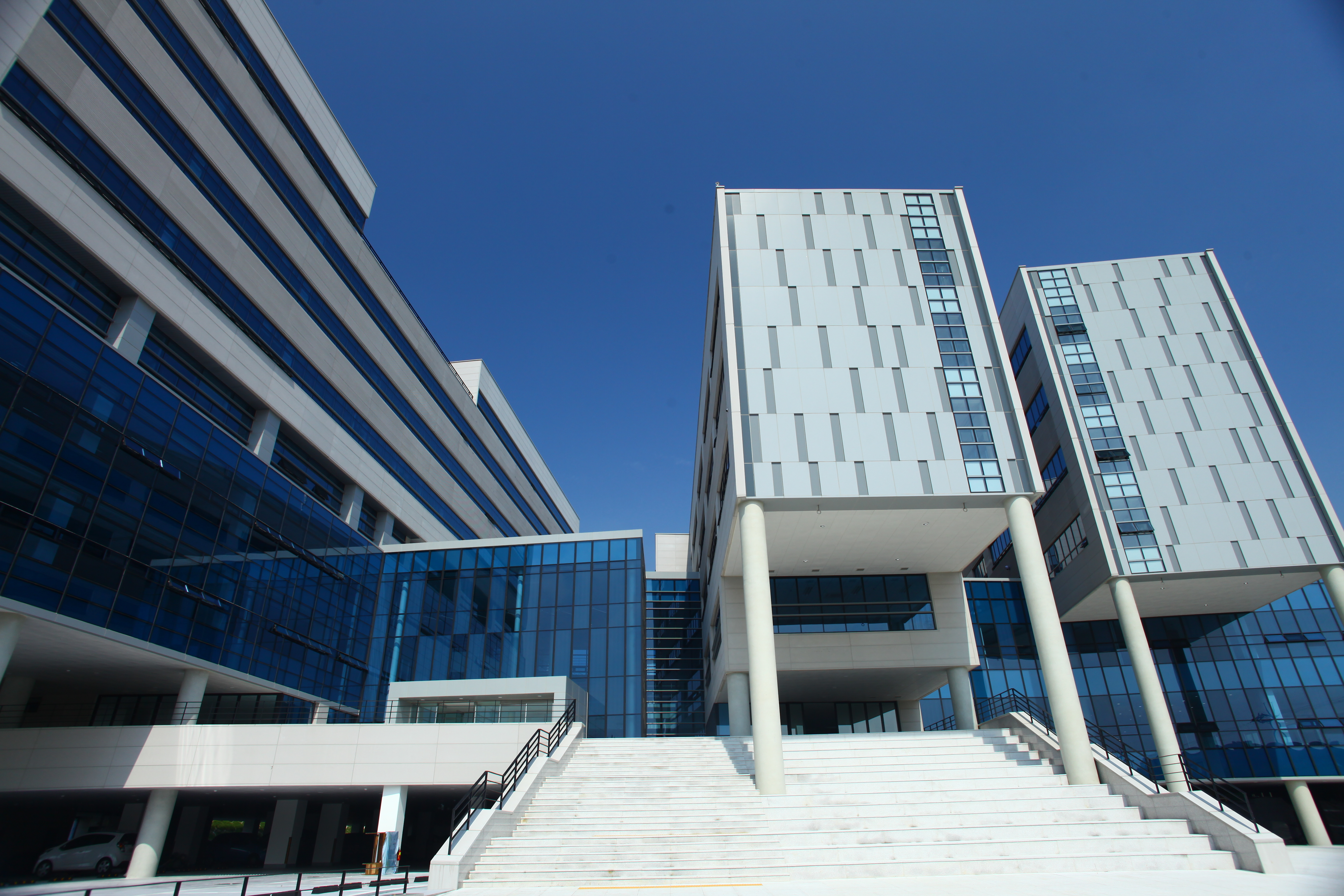

한남대는 교육부와 산업통상자원부가 선정하는‘2024 차세대 바이오헬스산업 혁신인재양성사업’에 선정됐다. 첨단메디컬바이오 융합전공신설과 기업연계 산학프로젝트운영, 첨단 바이오 맞춤형 실무 교육 추진 등 첨단메디컬 바이오 산학협력체계를 구축하게 된다.

### ‘첨단분야 혁신융합대학(COSS)’ 선정 - 첨단소재 · 나노융합분야
정부가 첨단분야 인재 양성을 위해 추진하는 ‘첨단분야 혁신융합대학(COSS)’ 사업에 한남대가 ‘첨단소재·나노융합분야’ 컨소시엄에 선정됐다. COSS사업은 첨단 산업분야로 진출을 희망하지만 전공이 달라 교육 기회를 얻지 못한 대학생들을 위해 융복합 교육과정을 운영할 수 있도록 돕는 사업이다. 선정된 연합마다 연간 102억 원씩 재정지원을 받게 되며, 총 4년(2024~2027)간 지원을 받게 된다.

## 열린 마음으로 귀 기울이는 한남대학교

### 학생주도형 열린교육 시스템, 수요자 중심의 학사구조 개편
한남대학교는 참여형 교육 및 학생과의 소통을 통한 양방향 교육 도입을 통해 자기주도적 문제 해결 능력을 향상시키고 있다. 이론 중심적 수업방식을 문제해결형 수업방식으로 전환해 학생주도형 학습을 더욱 강화하고 있다. 또한 창의적인 전문인력 양성을 위한 융복합 교육과정을 추가 개발 하여 다변화되는 지식정보화 시대에 부응하는 교육지원 체계를 구축하고 있다.

### 열린 총장실
한남대학교는 재학생 및 교직원이 주인인 학교를 만들어 가기 위해 열린 총장실을 운영 하고 있다. 열린 총장실은 총장과 구성원 간의 직접적인 의사소통창구로서 작은 목소리 에도 귀 기울이는 열린 공간이다.

### 멘토교수 상담시스템
한남대학교는 재학생 및 교직원이 주인인 학교를 만들어 가기 위해 열린 총장실을 운영 하고 있다. 열린 총장실은 총장과 구성원 간의 직접적인 의사소통창구로서 작은 목소리 에도 귀 기울이는 열린 공간이다.

## 사회를 변화시키는 선한 힘, 한남대학교

### ● 지역사회에 참여하는 지역거점대학
한남대학교가 대학 설립 초창기부터 현재까지 꾸준히 성장할 수 있었던 배경에는 지역사회의 변함없는 사랑과 응원이 있었다. 감사하는 마음의 일환으로 한남대학교는 나누고 봉사하는 축제를 목표로 교내축제 수익금 전액을 소외계층에게 기부하거나 도시경관 개선을 위한 벽화 그리기에 참여하는 등 다방면에서 지역사회를 위한 봉사에 앞장서고 있다. 이를 통해 지역사회와 함께하는 거점대학으로서의 입지를 다지고 있다.

### ● 대전충청사립대학 브랜드 인지도 1위, 평판도 조사 1위
한남대학교는 명실상부 대전·충청을 대표하는 사립대학이다. 2021년 창간 70주년을 맞은 중도일보는 여론조사 전문기관 제이비플러스에 의뢰해 충청권 지역 대학 대표를 꼽는 인식조사 결과, 한남대는 30.2%로 가장 높은 답변을 받았다. 한남대는 앞서 2019년 한국기업평판연구소에서 실시한 대학 브랜드 평판 분석에서 전국 31위에 올랐고, 디트뉴스24(2015년)와 대전일보(2010년)의 여론조사에서도 대전.충청 사립대학 중 브랜드 인지도 1위를 차지한 바 있다.

## 끊임없이 도전하는 한남대학교

### 2023년 창업중심대학 선정
한남대학교는 우수한 창업지원 역량과 인프라를 바탕으로 2023년 대전 유일 창업중심대학 사업(중소벤처기업부)에 선정되면서 대학발 창업 활성화 및 지역 (예비)창업자 발굴·육성의 거점 역할을 수행하고 있다. 창업중심대학은 지역 내 유망 창업아이템을 보유한 창업 7년 이내 기업에게 사업화 자금 및 맞춤형 프로그램을 통하여 창업기업의 안정화와 성장을 지원하고 있다. 또한, 한남대학교는 4년제 대학으로는 유일하게 ‘2022 창업교육 우수대학’으로 선정되어 교육부장관 표창과 ‘2022 벤처창업진흥 유공포상’으로 중소벤처기업부 장관 표창을 수상했다.
작년‘2021 대학창업지수’창업지원 및 창업인프라 부문에서 전국 2위를 달성함에 이은 쾌거이다. 한남대는 교내에 학생들이 이론으로 배운 창업을 실제 경험하고 실현해 볼 수 있는 공간인‘한남 창업클러스터(창업캠프, 창업마켓)’가 마련되어 있어 학생들이 창업실전을 위한 경험을 쌓을 수 있고, 창업활동 장려를 위한 다양한 창업 장학금 제도를 운영하고 있다.

### 한남 커리어 내비게이션 시스템
한남 커리어 내비게이션 시스템은 통합적인 학생취업역량 강화를 위하여 1학년-진로탐색, 2학년-진로설계, 3학년-직무역량강화, 4/5학년-구직기술 함양 등으로 학년별 맞춤형 진로지도, 진로·취업 교과목 및 프로그램 지원체계로 구축되어 있다. 또한 입학에서 졸업까지 자신의 경력을 스스로 관리하고 계발하도록 하여, 성공적인 취업을 주도적으로 달성할 수 있도록 학생경력마일리지시스템이 구축되어 있다.

### 국내 대학 최초, 창의수업 기반 마이크로디그리(Micro Degree) 도입

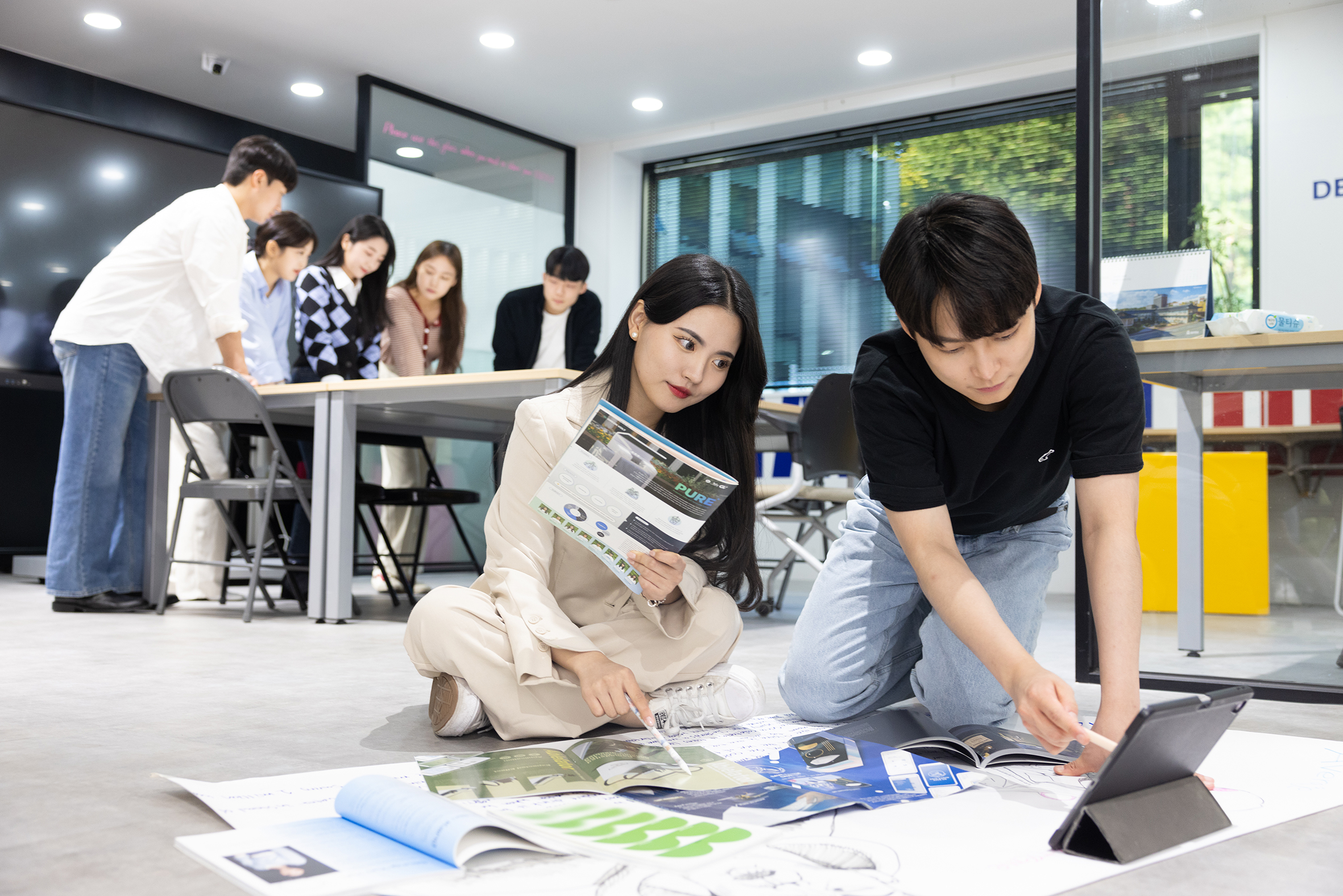

한남대학교는 지난 2019년 국내 대학 최초로 창의 수업(Design Thinking) 기반의 마이크로디그리(Micro Degree)를
도입해 운영하고 있다. 마이크로디그리란 최소 학점 단위 학위제로, 특정 분야 실무능력을 창의적으로 키우도록 개설된 교육과정을 단기간에 집중 이수하면 학사학위와 별개로 개인역량을 인증해주는 학위(이수증서)를 발급해주는 제도다.

### 대학일자리플러스센터 운영
2022년 고용노동부 대학일자리플러스센터(거점형) 사업에 선정되어 최대 5년간 약 37억 5천만 원의 사업비를 지원받아 다양한 청년 취업 지원사업을 진행하고 있다. 한남대 대학일자리플러스센터는 2016년부터 2024년까지 사업 평가 9년 연속(일자리센터포함)‘우수(최고등급)’ 대학으로 선정되었다. 전국116개 사업 수행대학 가운데 9년 연속‘우수’에 선정된 대학은 한남대를 포함해 5개 대학(계명대, 동신대, 동의대, 숙명여대)이다. 이 사업은 재학생부터 졸업생(졸업후 2년 이내)및 지역청년까지 필수 취업 지원서비스 대상에 포함하여 일자리 발굴·매칭등 직접적 취업 지원서비스 강화 및 심리등 연계 전문상담을 통합 지원하는 청년특화 원스톱 고용서비스를 제공하는 목표를 가지고 있다.
또 대학및 지역 특성, 채용·산업 변화 트렌드 등을 반영한‘거점형 특화프로그램’ 운영을 통해 청년 취업역량 강화를 지원한다. 또한, 2024년 고용노동부 주관‘재학생 맞춤형 고용서비스 사업’에 선정되어 3년간(2024~2026) 재학생을 대상으로 ▲신직업·미래직업 정보 제공,▲희망직업포트폴리오 설계,▲취업활동계획(IAP) 수립,▲직무훈련·일경험프로그램등 고용서비스 패키지를 졸업전 조기에 지원하고 있다.

## 단과대학

### 문과대학
문과대학은 1956년 개교 이래 한남대의 정신적 요람이자 창학정신 구현의 모범이 되어왔다. 문과대학 에서는 인문정신을 바탕으로 우리 문화를 포함하여 인류가 이룩한 문화 현상과 다양한 인문학 콘텐츠를 연구하고 교육한다. 아울러 비판적이며 합리적인 안목과 기독교적 봉사정신에 입각하여 올바른 가치관과 자유롭고 창의적인 실천적 의지를 갖춘 진취적인 지성인을 기른다.
문과대학의 각 학과는 실용적이면서도 진취적인 교과과정을 바탕으로 전공 분야의 전문인을 양성하며, 국제화·정보화 시대에 적합한 실용적 언어를 교육하고, 최신 정보기술에 대한 이해와 응용 능력을 갖춘 인재를 육성한다. 이를 위하여 문과대학은 과학적 교육 시스템인 어학실습실, 시청각실, 다목적 강의실, 최첨단 컴퓨터 시설 등을 운영하며, 각 학과의 특성을 살린 세미나와 문화행사, 학생자치활동 그리고 국내외 문화·역사의 현장답사와 실무실습을 통한 현장친화적 교육을 추구한다.
문과대학에서 학업을 이수한 학생들은 창의력과 인문 감성 그리고 실무능력 등 21세기 새로운 시대를 이끌어가는 데 필요한 역량을 갖춘 인재로 성장한다.

- 국어국문·창작학과
- 영어영문학과
- 응용영어콘텐츠학과
- [외국어문학부] •일어일문학전공 •프랑스어문학전공
- 문헌정보학과
- 사학과
- 기독교학과

### 사범대학
사범대학은 진리·자유·봉사의 기독교 정신을 바탕으로 국가교육의 발전을 선도할 수 있는 헌신적이고 능력 있는 중등학교 교사를 양성하는 것을 목표로 하고 있다. 현재 사범대학에는 각과교육을 연구하는 5개 전공-국어교육, 영어교육, 역사교육, 수학교육, 미술교육-과 교육의 본질을 연구하는 교육학과를 포함 6개 전공이 있으며 또한 10개의 일반대학 교직과정도 운영하고 있다. 사범대학은 현재까지 많은 교사들을 배출하여 대전 충청 지역의 교육과 지역사회의 발전을 선도해 왔으며 또한 변화하는 환경에서 교육의 올바른 방향을 모색하고 준비된 교사와 교육전문가를 길러내기 위해 4차산업혁명 및 융합과 같은 새로운 패러다임을 교육과 결합시키며 지속적인 발전을 도모하고 있다.

- 국어교육과
- 영어교육과
- 교육학과
- 역사교육과
- 미술교육과
- 수학교육과

### 공과대학
공과대학에서는 공학기술 분야의 선도적인 역할을 담당할 수 있는 능동적이고 창의적인 엔지니어를 양성한다. 다가올 4차 산업혁명시대에 능동적으로 대처하고 산업체에서 필요로 하는 공학적 시스템의 체험적 설계 및 제조 교육에 역점을 두고 있다. 또한, 기초 및 첨단 공학기술에 대한 체계적 지식 습득 및 실무적 프로젝트 등을 통해서 산업체의 기술혁신을 주도하는 문제 해결형 인재 양성에 힘쓰고 있다. 특히, 다양한 전문 지식을 필요로 하는 시대적 요구에 부응하여 국제적 수준의 공학교육인증 기준에 부합하도록 내실 있는 커리큘럼을 구축하고, 다학제적 실무 지식을 바탕으로 내일의 세계를 이끌어갈 창의· 융합형 엔지니어를 양성하고 있다.

- 정보통신공학과
- 전기전자공학과
- 멀티미디어공학과
- 건축학과(5년제)
- [토목·건축공학부] •건축공학전공 •토목환경공학전공
- 기계공학과
- 화학공학과
- 신소재공학과

### 경상대학
정보화, 국제화 시대에 부응할 수 있는 경영과 경제에 관한 실용적 지식을 함양하여 국가 및 지역의 경제발전과 기업 성장에 기여하는 유능한 인재를 양성하기 위하여 경영, 경제, 회계, 무역 물류, 경영정보, 중국 경제 통상, 호텔 항공 분야의 최신 이론을 교수·연구하며, 그 이론의 적용을 위하여 각 기업체 및 지역사회와 긴밀한 유대를 갖고 실습과 연구를 병행하고 있다. 창조적 사고 능력과 경영 및 경제 현상에 대한 예리한 통찰력을 갖추도록 교육하는 경상대학은 컴퓨터 기자재를 비롯한 각종 실험 실습 및 교내 연구소, 대학원과 연계하여 우리나라의 지속적인 경제성장과 기업발전의 일익을 담당할 유능하고 건전한 시민정신을 가진 고급 전문 인력을 배출하고 있다.

- 경영학과
- 회계학과
- 무역물류학과
- 경제학과
- 중국경제통상학과
- 호텔항공경영학과
- 경영정보학과

### 사회과학대학
사회과학대학은 법학부와 사회과학계열 학과, 즉 행정학과, 경찰학과, 정치· 언론학과, 사회복지학과, 아동복지학과, 상담심리학과, 사회적경제기업학과 등으로 구성되어 있다. 법학부는 법 이론 및 실무에 대한 교육을 통해 실무 능력을 갖춘 전문인, 특히 국제화된 안목을 갖추고 법조계, 관계, 사업계에서 활동할 법률 전문인을 양성하는 것을 목표로 한다. 사회과학계열 학과들은 급변하는 국내외적 정치, 경제 사회현상에 대응할 수 있는 전문지식과 역량을 가진 인재를 양성하는 것을 목적으로 사회과학 이론과 실무를 교육한다.

- [법학부] •법학전공 •법무법학전공
- 행정학과
- 경찰학과
- 정치·언론학과
- 사회복지학과
- 아동복지학과
- 상담심리학과
- 사회적경제기업학과

### 생명·나노과학대학
대덕연구개발특구 내의 대덕밸리캠퍼스에 위치한 생명·나노과학대학은 21세기 지식기반 산업사회의 선도적 첨단 학문분야인 생명과학(줄기세포, 바이오 장기, 식품, 건강, 그린에너지, 친환경 청정, 신기능 생물소재)과 나노과학(나노과학, 나노소재 및 소자, 바이오 공정, 생물 의료용 나노소재)분야의 창의적이고 전문적인 지식을 갖춘 인재양성을 위하여 설립되었다. 본 대학은 주변의 연구기관 및 기업들과 연계하여 바이오, 나노 분야의 연구인력지원, 공동연구 및 컨설팅 업무 등에서 중추적 역할을 담당하는 산학협력 클러스터링 복합대학으로 자리매김 하고 있으며, 국내외 여러 유수대학과의 인력 및 연구교류를 통하여 글로벌 시대를 이끌어 갈 유능한 인재를 양성하고 있다.

- 생명시스템과학과
- 식품영양학과
- 간호학과
- 스포츠과학과
- 화학과
- 바이오제약공학과

### 스마트융합대학
IT 기술의 융합적 발전 흐름에 따라 컴퓨터, 산업경영, AI 융합, 수학, 빅데이터 분야를 기반으로 하는 스마트 융합분야의 핵심인재를 양성 하기 위하여 스마트융합대학을 설립했다. 스마트융합대학은 융합인재 양성을 위한 교육체계를 구축하고 고유의 융합형 교육모델 수립하여 스마트 융합 기술에 대한 이론 및 응용 능력을 겸비한 창의 적인 인력 양성을 목표로 하고 있다.

- 컴퓨터공학과
- 산업경영공학과
- AI융합학과
- 수학과
- 빅데이터응용학과

### 아트&디자인테크놀로지대학
4차 산업 혁명 시대의 디지털 과학기술의 혁신은 다양한 가치관의 공존과 통합적인 사고를 중시하며 융합의 패러다임을 부각 시키고 있다. 이러한 시대적 흐름은 예술 문화 산업과 교육 분야에 있어서도 다 학문간의 융합 을 강조하고, 예술/디자인/패션/미디어 창작 과정이나 방법에 큰 변화와 함께 기술과 예술이 융합된 교육의 중요성이 대두되고 있다. 따라서, 한남대학교 아트 & 디자인 테크놀로지 대학은 이러한 시대적 요구에 부응 하는 융합 교육을 통하여 창의. 융합적인 사고와 글로컬 역량을 가진 실무형 인재 양성을 목적으로 학생의 요구를 반영한 맞춤형 교육과정 및 전공심화교육과정과 예술문화 산업의 요구를 반영한 실무형 교육과정을 운영하고 있다. 특별히, 학제간 융합 마이크로 디그리 교육과정과 비교과 교육프로그램 등 타 대학과 차별화 된 통합적이고 심화된 교육 과정을 통하여 한국 문화예술의 세계화를 위한 새로운 패러다임과 비즈니스 모델 구축 역량 강화를 위해 노력하고 있다. 본 대학은 융합디자인학과, 회화과, 패션디자인학과,미디어 영상학과로 구성되어 있다.

- 융합디자인학과
- 회화과
- 패션디자인학과
- 미디어영상학과

### 탈메이지교양·융합대학
탈메이지교양·융합대학은 글로벌시대에 요구되는 교양교육과정을 제공하고, 학부 교양교육을 체계적으로 관리하기 위한 교양교육 전담기구이다. 탈메이지 교양·융합대학은 모든 학문의 공통 토대가 되는 기초학문 중심 교양교육과정을 제공하여 제4차 산업혁명시대에 대비하기 위한 미래사회에 필요한 창의적 사고를 갖추고, 급변하는 지식정보화 사회에서 스스로 생각하는 자생력을 갖춘 융합 (통섭)형 인재를 양성하도록 노력하고 있다.

- 교양학부
- 창의융합학부
- 자유전공학부
- 한남디자인팩토리

### 린튼글로벌스쿨
국제화 시대의 흐름에 따라, 미래 세대들은 정치, 경제, 문화적 차원을 넘어 계속하여 통합된 시대를 마주하게 될 것이다. 미래의 리더들은 21세기 난제에 잘 대처하기 위하여 지역에 국한된 관점에서 세계적인 관점으로 성장시켜야 할 필요가 대두되고 있다. 이에 따라, 2005년에 신설된 린튼글로벌스쿨은 우리나라 최초로 미국, 영국, 뉴질랜드, 독일 등 다양한 국적을 가진 외국인 교수들이 100% 영어로 전 과목을 진행하며 진정한 국제 관점을 기를 수 있는 교육과정을 제공하고 있다. 또한 학생들에게 한국 밖의 다양한 나라들을 경험할 수 있는 기회를 제공하고 있다. 글로벌비즈니스 전공과 글로벌미디어컬쳐전공 졸업생들은 주로 다국적 회사, 한국기업, 정부기관, 미디어 산업내 에서 일하며 빠르게 변화하는 글로벌사회에서 많은 기회를 누리고 있다.

- 글로벌비즈니스전공
- 글로벌미디어·컬처전공

## 캠퍼스가 아름다운 한남대학교

### 한남대 선교사촌
한남대 선교사촌은 교내에서는 인돈학술원(Linton Academy)이라 불리는 곳이며, 경상대학 뒤편에 자리잡고 있다. 이곳은 1955년에서 1958년까지 선교사들이 기거했던 곳으로, 대전광역시에서는 1955년에 지어진 맨 뒤편의 세 채를 문화재자료 제 44호로 지정하여 관리하고 있다. 세 채 중 가운데의 것은 인돈학술원으로 실제로 활용하고 있다.

## 같이 보기
- 숭실대학교